# Нисэй (Секретные материалы)
«Нисэй» (англ. «Nisei») — 9-й эпизод третьего сезона сериала «Секретные материалы». Премьера состоялась 24 ноября 1995 года на телеканале FOX. Эпизод позволяет более подробно раскрыть так называемую «мифологию сериала», заданную в пилотной серии. Режиссёр — Дэвид Наттер, автор сценария — Крис Картер, приглашённые звёзды — Рэймонд Бэрри, Том Брейдвуд, Дин Хэглунд и др.
Нисэй — японский термин, используемый в странах Северной и Южной Америки, а также в Австралии для обозначения японцев, родившихся в этих странах.
В США серия получила рейтинг домохозяйств Нильсена, равный 9,8, который означает, что в день выхода серию посмотрели 16,36 миллиона человек.
Главные герои серии — Фокс Малдер (Дэвид Духовны) и Дана Скалли (Джиллиан Андерсон), агенты ФБР, расследующие сложно поддающиеся научному объяснению преступления, называемые Секретными материалами.

## Сюжет
В данном эпизоде Малдер и Скалли расследуют вскрытие инопланетянина, которое Малдер считает имевшим место. Налицо вмешательство японских интересов и японских ученых. Малдер оказывается в поезде, в последнем вагоне которого перевозят инопланетянина, и теряет связь со Скалли и своим информатором — Мистером X.